# Церква Успіння Пресвятої Богородиці (Скородинці, УГКЦ)
Церква Успіння Пресвятої Богородиці в Скородинцях — парафія і храм греко-католицької громади Бучацької єпархії Української греко-католицької церкви в селі Скородинці Чортківського району Тернопільської области.

## Історія церкви
Парафія в Скородинцях заснована ще до 1700 року і належала до УГКЦ. Богослужіння спочатку відбувалися у дерев'яній церкві.
У 1914 році збудували кам'яну церкву, яку освятив владика Станиславівської єпархії Григорій Хомишин. У 1946 році храм перейшов до РПЦ, а повернувся в лоно УГКЦ лише у 1992 році.
Через те, що храм відійшов до громади УПЦ КП, у 1993 році греко-католики збудували тимчасову капличку, де проводили богослужіння до 2012 року.
У 2012 році греко-католицька громада переобладнала і освятила як церкву колишній римо-католицький костел, збудований у 1910 році і майже зруйнований за радянських часів. Чин освячення здійснив владика Бучацької єпархії Димитрій Григорак.
На парафії діють такі спільноти:
- Братство «Апостольство молитви».
- Спільнота «Матері в молитві».
- Біблійний гурток.

## Парохи
- о. Володимир Заболотний (2007—2011)[1]
- о. Іван Мельник — адміністратор від 2011.